# El Palo FC
El Palo FC is een Spaanse voetbalclub uit El Palo, een wijk in Málaga. De club werd in 1971 opgericht als CD El Palo.

## Historie
De club werd in 1971 opgericht als Centro de Deportes El Palo. In 1982 promoveerde het voor het eerst naar de Tercera División, waar het maar één seizoen bleef. De tweede poging op het vierde niveau in Spanje duurde twee seizoenen, van 1988 tot 1990. In 2009 promoveerde El Palo voor de derde keer naar de Tercera División. Ditmaal met succes, want in 2013 steeg het zelfs naar de Segunda División B. In zijn eerste seizoen eindigde El Palo daar twaalfde, maar het seizoen daarop eindigde het voorlaatste, waardoor het in 2015 weer naar de Tercera División degradeerde.
In juli 2019 veranderde de club zijn naam in El Palo FC.

## Resultaten
| Seizoen | №  | Clubs | Divisie            | Duels | Winst | Gelijk | Verlies | Doelsaldo | Punten |
| ------- | -- | ----- | ------------------ | ----- | ----- | ------ | ------- | --------- | ------ |
| 2009/10 | 3  | 20    | Tercera División   | 36    | 19    | 6      | 11      | 59–44     | 63     |
| 2010/11 | 13 | 38    | Tercera División   | 38    | 13    | 7      | 18      | 57–64     | 46     |
| 2011/12 | 9  | 21    | Tercera División   | 40    | 19    | 8      | 13      | 63–57     | 65     |
| 2012/13 | 1  | 20    | Tercera División   | 38    | 20    | 14     | 4       | 72–36     | 74     |
| 2013/14 | 12 | 20    | Segunda División B | 38    | 12    | 9      | 17      | 35–47     | 45     |
| 2014/15 | 19 | 20    | Segunda División B | 38    | 8     | 17     | 13      | 42–43     | 41     |
| 2015/16 | 5  | 20    | Tercera División   | 38    | 21    | 13     | 4       | 69–24     | 76     |
| 2016/17 | 8  | 20    | Tercera División   | 38    | 16    | 8      | 14      | 64–57     | 56     |
| 2017/18 | 10 | 22    | Tercera División   | 42    | 19    | 10     | 13      | 66–50     | 67     |
| 2018/19 | 4  | 22    | Tercera División   | 42    | 24    | 9      | 9       | 65–34     | 81     |
| 2019/20 | 8  | 20    | Tercera División   | 29    | 13    | 9      | 7       | 44-37     | 48     |

## Bekende (ex-)spelers
- Carlos Aranda
- Jaume Domènech
- Manolo Gaspar

Alhaurín de la Torre CF · 
CD Alhaurino ·
UD Almería B ·
Antequera CF · 
Atlético Malagueño · 
Atlético Mancha Real · 
Atlético Porcuna · 
UD Ciudad de Torredonjimeno ·
El Palo FC · 
CD Estepona ·
CD Huétor Tájar · 
CD Huétor Vega · 
Real Jaén ·
Juventud de Torremolinos ·
Loja CD · 
UD Maracena · 
Melilla CD ·
CF Motril ·
CP Almería ·
CD Torreperogil ·
Vélez CF